# Cinq Préceptes
Pour les articles homonymes, voir Pañcasīla.
Les Cinq Préceptes (en sanskrit pañcaśīla, et en pali pañcasīla ou pañcasikkhāpada, tibétain : བསླབ་པ་ལྔ, Wylie : bslab pa lnga) sont les préceptes de base (śīla) que les bouddhistes laïcs (les upāsakas et les upāsikās) doivent veiller à observer afin de bien progresser sur la voie indiquée par le bouddha Shakyamuni. Leur ferme application garantit au moins aux pratiquants de ne pas rétrograder dans les mondes inférieurs (monde des animaux, monde des esprits errants et monde de l'enfer) lors de leur renaissance après la vie présente. 

## Listes
Les Cinq Préceptes sont des principes d'entraînement (ce que signifie et non des règles absolues ou des commandements. Ils sont les suivants :
1. ne pas tuer ;
2. ne pas voler ;
3. ne pas commettre d'inconduite sexuelle (l'adultère...) ;
4. ne pas mentir ;
5. ne pas prendre de substances altérant l'esprit (boire de l'alcool...).

On peut les interpréter d'une autre manière : 
1. ne pas détruire la vie des êtres sensibles ;
2. ne pas prendre ce qui ne lui appartient pas ou ce qui n'est pas donné ;
3. ne pas avoir des relations sexuelles illégitimes ;
4. ne pas dire des paroles fausses ou inexactes ;
5. ne pas consommer d'alcool ou de drogue.

La personne qui souhaite s'engager sur la voie bouddhique — ou, en termes bouddhiques, aller en refuge dans les Trois Joyaux — reçoit les Cinq Préceptes, dont les formules originales en pâli sont les suivantes :
1. Pāṇātipātā veramaṇī sikkhāpadaṃ samādiyāmi.
2. Adinnādānā veramaṇī sikkhāpadaṃ samādiyāmi.
3. Kāmesu micchācāra veramaṇī sikkhāpadaṃ samādiyāmi.
4. Musāvāda veramaṇī sikkhāpadaṃ samādiyāmi.
5. Surā-meraya-majja-pamādaṭṭhānā veramaṇī sikkhāpadaṃ samādiyāmi.

En voici la traduction :
1. J'entreprends le principe d'entraînement qui consiste à m'abstenir de tuer la vie ;
2. J'entreprends le principe d'entraînement qui consiste à m'abstenir de prendre ce qui n'est pas donné ;
3. J'entreprends le principe d'entraînement qui consiste à m'abstenir de commettre des inconduites sexuelles ;
4. J'entreprends le principe d'entraînement qui consiste à m'abstenir de prononcer des paroles fausses ;
5. J'entreprends le principe d'entraînement qui consiste à m'abstenir de prendre des boissons alcoolisées causant l'inattention.

## Formulation positive
Bien que, dans son ensemble, la tradition bouddhique ait insisté sur la formulation négative de chacun des préceptes, en termes d'abstention de faire quelque chose (Cf. ci-dessus), certains auteurs contemporains, comme Sangharakshita ou Bhimrao Ramji Ambedkar, insistent sur l'importance de développer les contreparties positives des préceptes, que l'on peut exprimer ainsi :
1. Agir avec bienveillance et compassion
2. Agir avec générosité
3. Agir avec calme, simplicité et contentement
4. Dire la vérité
5. Garder la pleine conscience